# Villa Thiene
Villa Thiene, situata a Quinto Vicentino, è una villa veneta costruita dall'architetto Andrea Palladio a partire dal 1542, probabilmente basandosi su un progetto di Giulio Romano, e ampiamente rimaneggiata da Francesco Muttoni in anni anteriori al 1740, che conferì all'edificio l'aspetto attuale. È dal 1996 nella lista dei patrimoni dell'umanità dell'UNESCO, assieme alle altre ville palladiane del Veneto.

## Storia
La villa Thiene di Quinto, come il palazzo di famiglia a Vicenza, fu costruita per Marcantonio e Adriano Thiene probabilmente in base a un progetto di Giulio Romano, poi modificato dal direttore dei lavori, Palladio.
Affacciata sul fiume Tesina, essa era situata al centro di due grandi corti agricole dei Thiene. Il progetto prevedeva una soluzione ben diversa da quella delle altre ville palladiane: la fabbrica è dominata da una grande loggia voltata a botte, più alta del resto dell'edificio, mentre l'esterno è articolato con lesene doriche, raddoppiate sui lati corti. La struttura è eseguita in mattoni — in origine coperti da intonaco, ma ora a vista — con un uso limitato di pietra bianca nelle basi, nei capitelli, nei davanzali delle finestre e agli angoli del cornicione e del timpano. Il resto delle parti sagomate è eseguito in cotto. Il progetto venne redatto fra il 1542 e il 1543, in contemporanea con quello del palazzo, e la costruzione verosimilmente si arrestò negli anni cinquanta: la morte di Adriano (avvenuta alla corte di Francia, al servizio di Francesco II) e lo spostamento degli interessi familiari nel Ferrarese, a seguito dell'acquisizione del feudo e del titolo di conte di Scandiano da parte di Ottavio, figlio di Marcantonio, sono probabilmente all'origine dell'incompletezza della fabbrica.
Nel 1614 Inigo Jones registra nella sua copia dei Quattro libri dell'architettura lo stato di incompiutezza dell'edificio, cui mancava la volta della loggia. Un intervento di Francesco Muttoni, certamente anteriore al 1740, insiste pesantemente sull'edificio: pur conservando gli appartamenti eseguiti, elimina la grande loggia e crea una nuova facciata principale verso sud. Quelli che dovevano essere i fianchi diventano quindi le odierne facciate, con una rotazione di 90 gradi. Nelle due stanze a sinistra rimangono gli affreschi realizzati da Giovanni Demio nei primi anni cinquanta.
La villa è stata inserita nel 1996 nella lista dei patrimoni dell'umanità dell'UNESCO "Vicenza e le ville palladiane del Veneto".

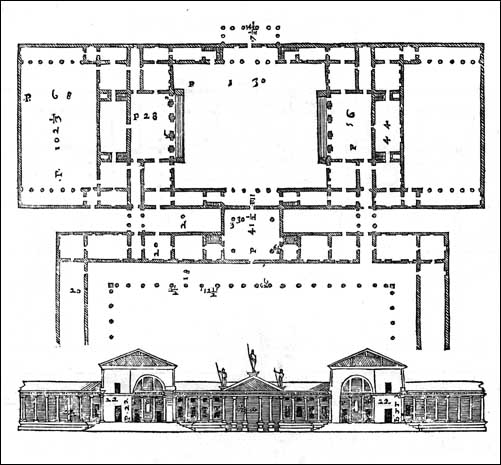
Disegno di Palladio per la villa (in buon parte mai realizzato), da I quattro libri dell'architettura, 1570
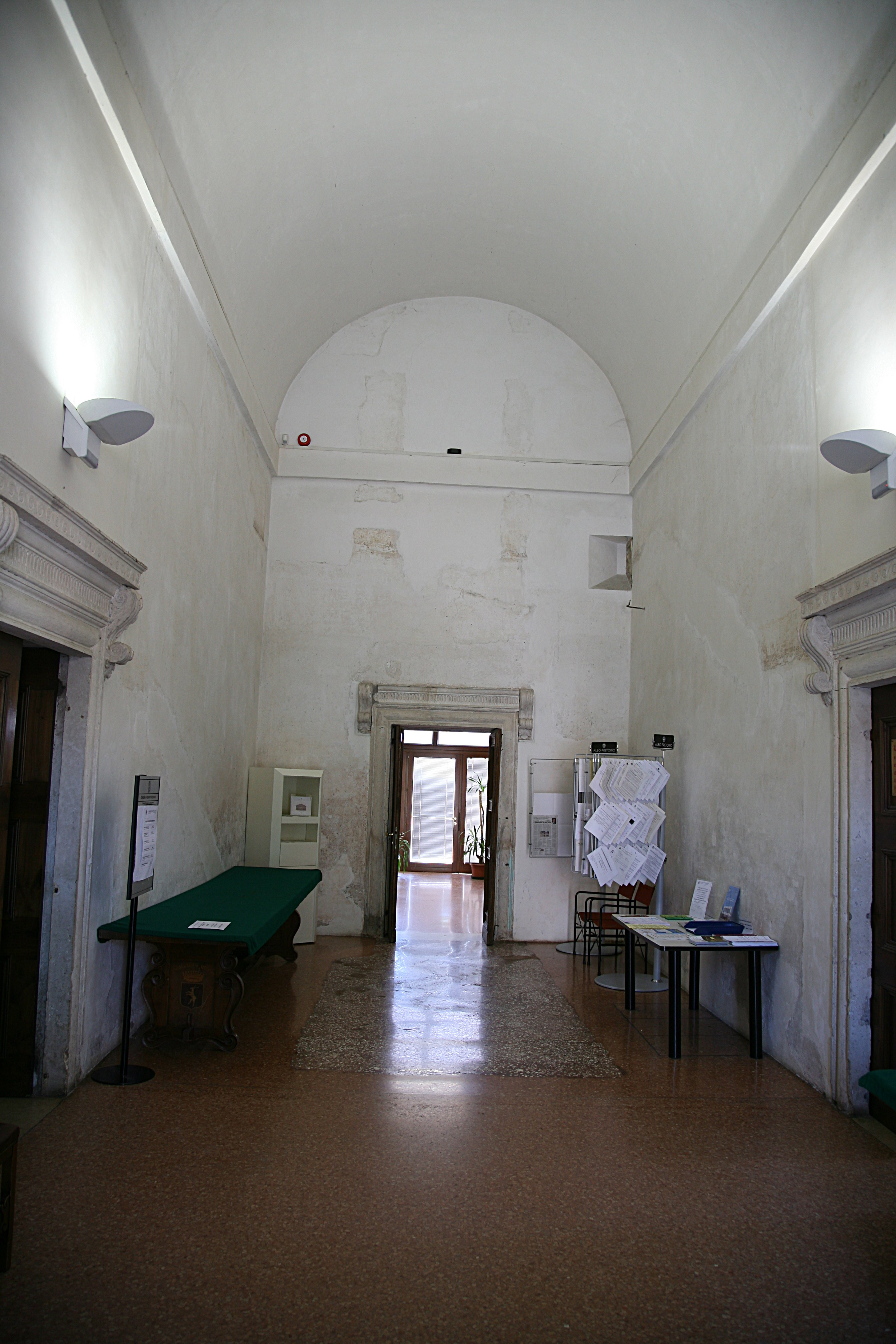
Interni: l'atrio